# Cabaña (ganadería)
Se llama cabaña al conjunto de ganaderos y más propiamente conjunto de ganados, como yeguadas, rebaños, hatos, piaras, etc., puesto que la denominación es aplicable a toda clase de cuadrúpedos reducidos a ganadería o pastoría. 
Ordinariamente se dice que doscientas cabezas constituyen cabaña, lo cual ha de entenderse de los ganados y para el efecto de distinguir entre rebaño y hatajo, ganaderos y atajeros. Pues por lo demás, los ganados mayores no se reúnen siempre en pastoría tan numerosa

## En España
Los ganados reunidos en cualquier número han merecido siempre la solicitud de los monarcas españoles y la protección especial de sus leyes. Esta protección y solicitud que eran una necesidad cuando la principal riqueza de España y la más al abrigo de las razias e incursiones sarracénicas, era la pecuaria por las buenas razones administrativas de consultar el surtido de carnes para el consumo, el de lanas para los diferentes ramos de industria, etc., tomaron nuevas y más extensas proporciones y recibieron una organización especialísima ya desde la mitad del siglo XIII y dieron origen y ser a la llamada real cabaña.